# Новосёлки 1 (Могилёвская область)
Новосёлки 1 (бел. Навасёлкі 1) — деревня Пашковского сельского совета Могилёвского района Могилёвской области.

## География
Деревня находится в пригородной зоне Могилёва, к северо-западу от города. В полутора километрах к востоку от неё расположена деревня Новосёлки 2.

## История
В 1675 упоминается как деревня Новосёлки в составе Княжицкой волости Оршанском повете ВКЛ.

## Население
Деревня Новосёлки 1 относится к категории сельских поселений с населением менее 100 человек.

## Транспорт
Через Новосёлки проходит дорога, соединяющая деревню Заболотье с автодорогой М4 Минск — Могилёв.
Ближайшие крупные деревни связаны регулярным пассажирским сообщением с городом Могилёвом.